# A Pallas nagy lexikona

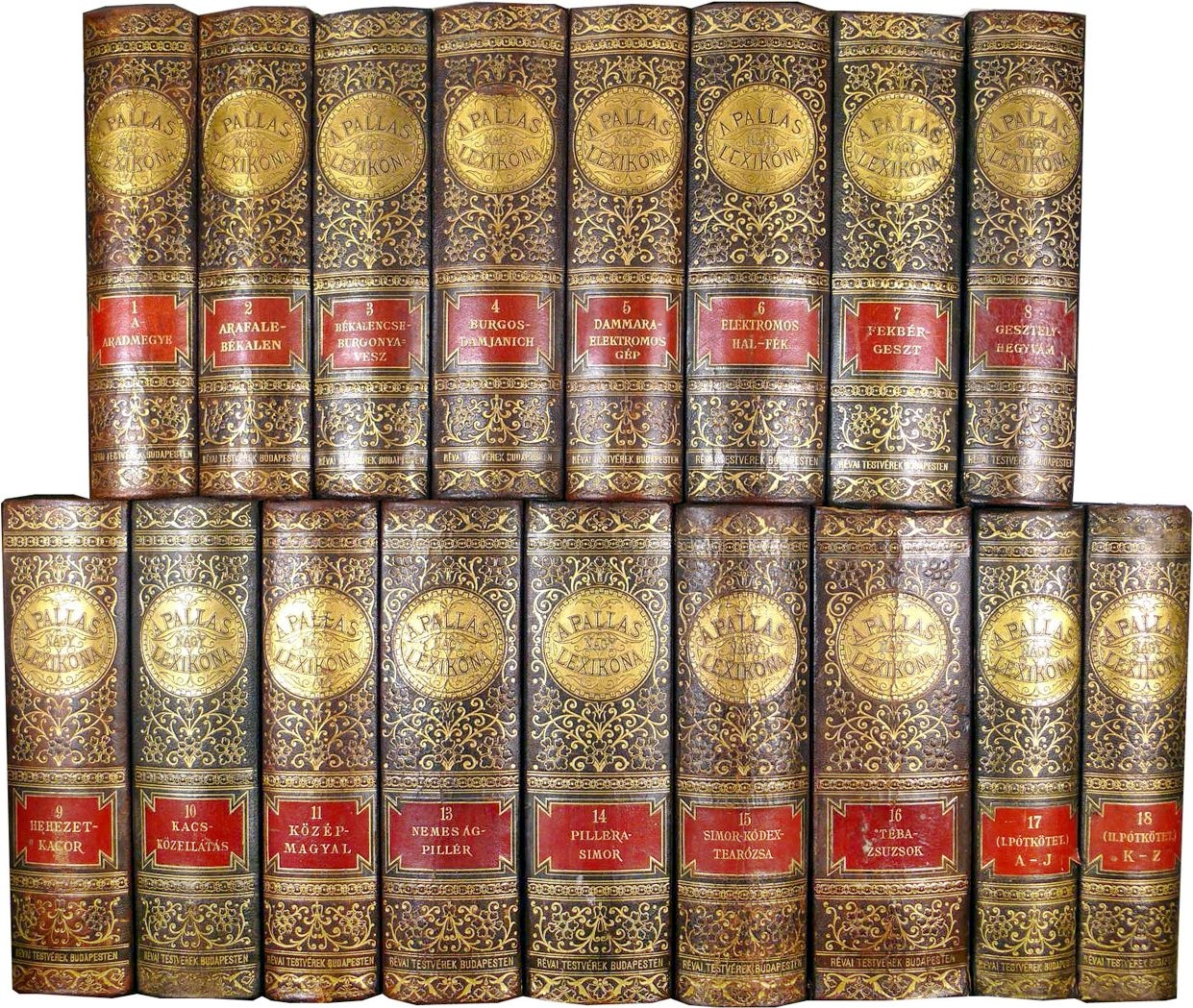
La enciclopedia A Pallas nagy lexikona

A Pallas nagy lexikona (en húngaro, ‘Gran Enciclopedia Pallas’) fue la primera enciclopedia en húngaro que no fuera una traducción de otras en otros idiomas. Fue publicada por la Corporación Literaria y de Prensa Pallas entre 1893 y 1897. La enciclopedia comprendía dieciséis volúmenes (más dos adicionales), ciento cincuenta mil artículos y fue obra de trescientos autores.

## Historia
Su preparación comenzó en 1893 y apareció en 16 volúmenes, seguidos en 1900 por dos volúmenes adicionales. Su editorial, la Corporación Literaria y de Prensa Pallas (Pallas Irodalmi és Nyomdai Rt.), fue fundada en 1884 en Budapest. Entre sus más de 300 editores, se pueden encontrar nombres de casi todas las partes del mundo científico húngaro.
El último volumen llegó a las tiendas en la Navidad de 1897, coronando una empresa que casi superaba sus posibilidades. Lajos Gerő, presidente de la editorial, escribió

“Estoy profundamente agradecido porque veo el fin del proyecto, que en opinión de muchos ha superado tanto el nivel de las condiciones domésticas que hasta los mejores amigos amedrentaban y se lo señalaban así al propio emprendedor. La obra A Pallas Nagy Lexikon es en su conjunto un cuarto más grande que las proporciones que juzgan los expertos en la materia. Propuse e inicié la empresa, que acababa de completarse, con la mayor responsabilidad financiera y moral, pero al mismo tiempo con la mayor confianza en el lector húngaro y en el público dispuesto a aprender. Sabía que A Pallas Nagy Lexikon encontraría al lector húngaro educad oque había estado esperando tanto y tanto tiempo”.

Los hermanos Révai adquirieron los derechos de la obra en 1911 para su Révai nagy lexikona. En 1998, Arcanum Adatbázis Kft. digitalizó toda la obra (sin rectificar) y la publicó en CD. Esta edición fue posteriormente comprada por la Biblioteca Electrónica de Hungría y está disponible en una versión en línea, aunque sin imágenes. La edición en CD de la versión digitalizada de Arcanum también incluye imágenes, aunque sin pies de imagen. 

## Autores
Los autores incluyeron científicos húngaros de renombre, algunos de los cuales eran miembros de la Academia Húngara de Ciencias. Entre otros, cabe destacar a Bernát Alexander, Donát Bánki, Jenő Cholnoky, Károly Csemegi, Kornél Divald, Ignác Goldziher, Loránd Eötvös, József Kürschák, Henrik Marczali, Ferenc Nagy, László Négyesy, Gyula Pasteiner, Jenő Péterfi, József Szinnyei, Gusztáv Thirring y Ármin Vámbéry contribuyeron a la creación de la enciclopedia bajo la dirección editorial de József Bokor. 

## Volúmenes
| Número del volumen    | Título del volumen      | Año de publicación | Números de páginas |
| --------------------- | ----------------------- | ------------------ | ------------------ |
| Volumen I.            | A–Aradmegye             | 1893               | 812                |
| Volumen II.           | Arafale–Békalen         | 1893               | 837                |
| Volumen III.          | Békalencse–Burgonyavész | 1893               | 845                |
| Volumen IV.           | Burgos–Damjanich        | 1893               | 884                |
| Volumen V.            | Dammara–Elektromos gép  | 1893               | 861                |
| Volumen VI.           | Elektromos hal–Fék      | 1894               | 803                |
| Volumen VII.          | Fekbér–Geszt            | 1894               | 965                |
| Volumen VIII.         | Gesztely–Hegyvám        | 1894               | 816                |
| Volumen IX.           | Hehezet–Kacor           | 1895               | 1027               |
| Volumen X.            | Kacs–Közellátás         | 1895               | 965                |
| Volumen XI.           | Közép–Magyal            | 1895               | 823                |
| Volumen XII.          | Magyar–Nemes            | 1896               | 1047               |
| Volumen XIII.         | Nemes ág–Pillér         | 1896               | 1065               |
| Volumen XIV.          | Pillera–Simor           | 1897               | 1115               |
| Volumen XV.           | Simor-kódex–Tearózsa    | 1897               | 980                |
| Volumen XVI.          | Téba–Zsuzsok            | 1897               | 1242               |
| Volumen adicional I.  | A–J                     | 1904               | 792                |
| Volumen adicional II. | K–Z                     | 1904               | 864                |